# 松波義親
松波 義親（まつなみ よしちか）は、戦国時代から安土桃山時代にかけての武将。能登畠山氏の家臣。松波畠山氏6代当主。能登国松波城主。

## 出自
奥能登の松波城を本拠とした松波畠山氏は、能登畠山氏3代当主畠山義統の末子とされる義智を祖とする。初めは能登畠山氏の庶流に過ぎなかったが、能登珠洲郡の土豪松波氏を吸収し、能登の有力国人の長氏と縁戚関係を結ぶなど次第に勢力を拡大したため、のちに一門に列して松波城は七尾城の支城的な役割を担った。

## 略歴
『加能城址集』「加能越文庫」によると、畠山義綱の三男とされる。天正年間、松波畠山氏5代当主・松波義龍が早世したため、その名跡を継ぎ、松波義親と名乗って松波城主となる。義親は生家とされる能登畠山氏に従い、天正5年（1577年）、七尾城の戦いで七尾城の救援に向かい、奮戦するもまもなく落城したため、密かに脱出して居城・松波城に逃れて再起を図るが、長沢光国率いる上杉軍に包囲されて寡兵にて戦うも多勢に無勢に敗れ、自害した。石川県能登町の万福寺に葬られた。万福寺所蔵の肖像画「伝義親公画像」の画賛によると享年51という。
また未亡人となった義親の室は前田利家の正室芳春院の侍女となり、子女は加賀藩士の長氏の家臣や利家の次男前田利政の家臣になったという。